# Dan Sudick
Daniel Sudick (...) è un effettista statunitense.

## Filmografia parziale
- La guerra dei mondi (War of the Worlds), regia di Steven Spielberg (2005)
- Iron Man, regia di Jon Favreau (2008)
- Iron Man 2, regia di Jon Favreau (2010)
- The Avengers, regia di Joss Whedon (2012)
- Iron Man 3, regia di Shane Black (2013)
- Captain America: The Winter Soldier, regia di Anthony e Joe Russo (2014)
- Ant-Man, regia di Peyton Reed (2015)
- Captain America: Civil War, regia di Anthony e Joe Russo (2016)
- Guardiani della Galassia Vol. 2 (Guardians of the Galaxy Vol. 2), regia di James Gunn (2017)
- Spider-Man: Homecoming, regia di Jon Watts (2017)
- Black Panther, regia di Ryan Coogler (2018)
- Avengers: Infinity War, regia di Anthony e Joe Russo (2018)
- Ant-Man and the Wasp, regia di Peyton Reed (2018)
- Captain Marvel, regia di Anna Boden e Ryan Fleck (2019)
- Avengers: Endgame, regia di Anthony e Joe Russo (2019)
- A Quiet Place II (A Quiet Place Part II), regia di John Krasinski (2020)
- Free Guy - Eroe per gioco (Free Guy), regia di Shawn Levy (2021)
- The Suicide Squad - Missione suicida (The Suicide Squad), regia di James Gunn (2021)
- Spider-Man: No Way Home, regia di Jon Watts (2021)
- Superman, regia di James Gunn (2025)

## Riconoscimenti
Premio Oscar
- 2006 - Candidato ai migliori effetti speciali per La guerra dei mondi[1]
- 2009 - Candidato ai miglior effetti speciali per Iron Man[2]
- 2011 - Candidato ai miglior effetti speciali per Iron Man 2[3]
- 2013 - Candidato ai miglior effetti speciali per The Avengers[4]
- 2014 - Candidato ai miglior effetti speciali per Iron Man 3[5]
- 2015 - Candidato ai miglior effetti speciali per Captain America: The Winter Soldier[6]
- 2018 - Candidato ai miglior effetti speciali per Guardiani della Galassia Vol. 2[7]
- 2019 - Candidato ai miglior effetti speciali per Avengers: Infinity War[8]
- 2020 - Candidato ai miglior effetti speciali per Avengers: Endgame[9]
- 2022 - Candidato ai migliori effetti speciali per Free Guy - Eroe per gioco
- 2022 - Candidato ai miglior effetti speciali per Spider-Man: No Way Home